# Eranistis pandora
Eranistis pandora är en fjärilsart som beskrevs av Edward Meyrick 1910. Eranistis pandora ingår i släktet Eranistis och familjen Crambidae. Inga underarter finns listade i Catalogue of Life.